# Martin Childs
Martin David William Childs, noto come Martin Childs (Bedford, 1º luglio 1954), è uno scenografo britannico.

## Filmografia

### Cinema
- Gli amici di Peter (Peter's Friends), regia di Kenneth Branagh (1992)
- La mia regina  (Mrs. Brown), regia di John Madden (1997)
- Shakespeare in Love, regia di John Madden (1998)
- Quills - La penna dello scandalo (Quills), regia di Philip Kaufman (2000)
- La vera storia di Jack lo squartatore - From Hell (From Hell), regia di Albert e Allen Hughes (2001)
- Calendar Girls, regia di Nigel Cole (2003)
- Amori in corsa (Chasing Liberty), regia di Andy Cadiff (2004)
- Lady in the Water, regia di M. Night Shyamalan (2006)
- Miss Potter, regia di Chris Noonan (2006)
- Il bambino con il pigiama a righe (The Boy in the Striped Pyjamas), regia di Mark Herman (2008)
- London Boulevard, regia di William Monahan (2010)
- W.E. - Edward e Wallis (W.E.), regia di Madonna (2011)
- One Chance - L'opera della mia vita (One Chance), regia di David Frankel (2013)
- Mr. Holmes - Il mistero del caso irrisolto (Mr. Holmes), regia di Bill Condon (2015)
- Ritorno al Marigold Hotel (The Second Best Exotic Marigold Hotel), regia di John Madden (2015)